# FERRMED
FERRMED es una asociación internacional de carácter multisectorial y un grupo de presión, liderado desde Cataluña, que tiene como objetivo principal la impulsión de un gran eje ferroviario de mercancías que debe unir el sur y el norte de Europa, con el fin de contribuir a la mejora de la competitividad de las empresas europeas, la obtención de una mejor conexión de los puertos y aeropuertos con sus hinterlands, la promoción de un gran eje ferroviario de mercancías Escandinavia-Rin-Roine-Mediterráneo Occidental, la consolidación de los principales vectores de progreso en la Unión Europea y sus países vecinos y el desarrollo sostenible mediante la reducción de la contaminación y la emisión de gases con efecto invernadero.
Desde Ferrmed, se ha destacado la importancia de una visión más amplia en la inversión de infraestructuras ferroviarias, promoviendo la necesidad de desarrollar el Corredor Mediterráneo como una vía fundamental para mejorar la conectividad económica de Cataluña y la Comunidad Valenciana con el resto de Europa. Durante un congreso en Bruselas, se señaló la relevancia de esta conexión para facilitar el comercio y el desarrollo económico en la región, enfocándose en la importancia de la cooperación y el trabajo conjunto para alcanzar este objetivo.
La asociación con sede en Bruselas tiene alrededor de ciento cincuenta miembros: empresas, cámaras de comercio, puertos, compañías ferroviarias, universidades, etc.

## Objectivos técnicos de una red ferroviaria eficaz
Para mejorar la eficacia del transporte de mercancías en los ejes principales, Ferrmed propone los siguientes estándares:
- Las líneas principales deben ser de ancho estándar, de doble vía, electrificadas (preferiblemente a 25 kV) y aceptar una masa por eje de 22,5 a 25 toneladas.
- Deben cumplir con el gálibo ferroviario según la norma de la UIC (Unión Internacional de Ferrocarriles) con una pendiente máxima de 12 metros por kilómetro.
- Preferentemente, deben contar con señalización según el sistema europeo de gestión del tráfico ferroviario (ERTMS).
- El equipamiento de las vías, estaciones y pasos deben estar adaptados para trenes de 1500 metros de longitud, para trenes de 3.600 a 5.000 toneladas.

## Gran Eje Ferroviario
El eje ferroviario que apoya FERRMED consiste en:
- Formar un tronco principal: Estocolmo-Hamburgo-Coblenza

Desde Coblenza, establecer dos ramales:
- Ramal Oeste: Luxemburgo, Metz, Dijon, Lyon, Marsella, Barcelona siguiendo toda la costa mediterránea española hasta Algeciras.
- Ramal Este: Estrasburgo, Basilea, Berna, Milán, Génova.

Propone añadir a cada uno de estos ramales otros de menor envergadura, ramales paralelos adicionales, de manera que se conecten todos los puertos, aeropuertos y ciudades importantes al Gran Eje. Esto ocurriría, por ejemplo, con París, Berlín o Madrid, que son ciudades importantes pero que no están en el trazado del Gran Eje principal. 
También contempla la posibilidad de continuar dicho Gran Eje con el continente africano, cruzando el estrecho de Gibraltar y conectando con las ciudades marroquíes de Rabat y Casablanca.